# Вторая Чжили-Фэнтяньская война
Вторая Чжили-Фэнтяньская война (кит. 第二次直奉戰爭) — вооружённый конфликт 1924 года, произошедший между Фэнтяньской кликой (которую поддерживали японцы), базой которой была Маньчжурия и более либеральной Чжилийской кликой. База Чжили находилась в окружающих Пекин районах и поддерживалась Англией и США, чьи коммерческие интересы защищала.
Конфликт по масштабам можно сравнить с войной. Он оказался наиболее крупным в период Эры милитаристов в Китае. Крупнейшее сражение произошло около Тяньцзиня в октябре 1924 года.
К поражению Чжилийской клики привёл Пекинский переворот. Про-японский милитарист Дуань Цижуй в ноябре 1924 года был назначен премьер-министром. Консервативное правительство Дуаня и преимущество Фэнтяньской клики привело в смятение более либеральных китайцев в южном и центральном Китае.
Последовала волна протестов, названная «Движение 30 мая». Главный результат конфликта — северные милитаристы на время отвлеклись от конфликта с националистами (которых поддерживал Советский Союз), базировавшихся в южной провинции Гуандун.
Это позволило партии подготовить Северный поход (1926—1928 годы), после которого Китай был объединён Чан Кайши.

## Причины
К лету 1924 года Чжилийская клика, руководимая Президентом Цао Кунем, формально контролировала Китай и международно-признанное Бэйянское правительство. Клика думала, что национальных врагов не осталось и её поддерживали Лондон и Вашингтон.
Первоначальной причиной конфликта стал контроль над Шанхаем, крупнейшим портом и городом в Китае. Юридически это была часть провинции Цзянсу, которая находилась под контролем генерала Чжилийской клики Ци Сеюаня. Однако город управлялся Лу Юнсяном как часть Чжэцзяна, последней провинции, находящейся под контролем бывшей Аньхойской клики (удерживаемый Аньхойской кликой Шаньдун должен был оставаться нейтральным). В сентябре начались столкновения, связанные с тем, что власти Чжэцзяна отказались уступить административную власть в городе. Чжан Цзолинь и Сунь Ятсен дали обязательство защищать Чжэцзян, что привело к расширению конфликта далеко за пределы города на север и юг. Более того, Фэнтяньская клика хотела отомстить за поражение в последней войне и интенсивно готовилась к новой.
С другой стороны, Чжилийская клика, вдохновлённая победой, переоценивала свои силы. Самоуверенность Чжилийская клика возросла ещё больше после того, как практически победила в 1924 году в Цзянсу-Чжэцзянской войне. Однако, оказалось, что она практически не готова к предстоящей Второй Чжили-Фэнтяньской войне.

## Подготовка Фэнтяньской клики к войне
После поражения войска Чжан Цзолиня были вынуждены отойти на Северо-Восток. Держа в голове предыдущее поражение в войне от Чжилийской клики, Фэнтяньская клика хорошо подготовилась к предстоящей войне на несколько фронтов, проведя военную реформу и подготовив инфраструктуру к военным действиям. Именно это оказалось слабым местом в Первой Чжили-Фэнтяньской войне.

### Совершенствование инфраструктуры
Министр по персоналу и планированию Чжан Цзолиня — Ян Юйтин был назначен ревизором военного оснащения (арсенала) Фэнтяня, а Ван Иньтай (кит. 王荫泰) был назначен начальником отделения по подготовке сырья и материалов для оснащения армии. Оснащение армии увеличилось в несколько раз, с ежегодным производством около 150 артиллерийских орудий (не включая миномётные орудия).
Производство пулемётов составляло более тысячи в год. Кроме того, общее количество переделанных и производство новых ружей составляло в среднем до 60 тысяч в год.
Ежегодное производство артиллерийских снарядов (включая снаряды для тяжёлых миномётов) составляло более чем 100 тысяч в год, а ежегодное производство пуль для ружей составляло более 600 тысяч штук.
Ежегодно выпускалось большое количество миномётов, что могло пригодиться в грядущей войне. Также были усилены воздушная и морская группировка войск. За авиацию должен был отвечать Чжан Сюэлян, которому помогали Чжоу Пэйбин (кит. 周培炳) и Яо Сицзю (кит. 姚锡九). Авиация поставлялась из Германии и Японии, всего — около 300 самолётов, организованных в четыре авиабригады. К тому же, на основных стратегических направлениях были сооружены авиабазы.
Для военно-морского флота в Харбине были построены военно-морская школа и штаб-квартира военно-морской группировки войск.
При штабе была сформирована Директория Навигационной полиции (начальником был назначен Шэнь Хунле (кит. 沈鸿烈)), которая занималась реформированием Речной оборонительной флотилии Северо-Востока Китая.
Для развития системы коммуникаций были построены дополнительные станции для обеспечения водой и углём в Суйчжуне, Синчэне и Даояогоу (кит. 大窑沟) для более быстрого перемещения войск по железной дороге в этих регионах были построены дополнительные железные дороги для целей эвакуации на случай войны. В регионах, где за относительно короткий промежуток времени железнодорожное сообщение установить не удавалось, строились обычные дороги и транспортные пути. Каждая армия Фэнтяньской клики имела собственные системы коммуникаций (телефон и телеграф), напрямую связывающие армии со штаб-квартирой. Кроме того, каждой армии были приданы тыловые части, коммуникационное оборудование и специализированные звенья.
Для дальнейшего развития коммуникации по радио, в Шэньяне, Харбине и уезде Цзинь (кит. 锦) были построены радиостанции.

### Военная реформа
Кроме реформы системы коммуникаций, Фэнтяньская клика для повышения боеспособности начала проводить военную реформу. Первое, что сделал Чжан Цзолинь — это возложил ответственность за поражение от Чжилийской клики на двух генералов, которые предстали перед военным трибуналом. Этими командующими стал командир бригады Бао Дэшань (кит. 鲍德山) и полковой командир Сюй Чанъю (кит. 许昌有), именно они предстали перед судом весной 1923 года. Чжан Цзолинь также назначил много новых советников, которые занимались как военными, так и гражданскими делами, а его секретарём стал Лян Хунчжи. Среди других можно выделить Ван Цзитана (кит. 王揖唐), Цзэн Юйси (кит. 曾毓隽), Ли Сыхао (кит. 李思浩).
Два существовавших со времён императоров династии Цин органа управления (наблюдательный офис за делами Северо-востока (кит. 东三省巡阅使署) и офис наместника Фэнтяня (кит. 奉天督军署))были объединены и сформировали Штаб безопасности Северо-Восточного Китая (кит. 东三省保安司令部) для развития системы управления и хозяйствования.
Специально для целей администрирования реформ наземной армии Фэнтяня создавался Директорат по реорганизации Армии Северо-Востока (кит. 东三省陆军整理处), губернатор провинции Цзилинь Сунь Лечэнь (кит. 孙烈臣) стал его ревизором, его заместителями стали Цзян Дэнсюань (кит. 姜登选), Хань Чуньтянь (кит. 韩田春) и Ли Цзинлинь (кит. 李景林).
Летом 1923 года, в уезде Суйчжун было создано армейское командование «Синчэн — Суйчжун» с командующим Цзян Дэнсюанем (кит. 姜登选) с той целью, чтобы при начале войны руководить передовыми подразделениями армии Фэнтяня.
Сама армия Фэнтяня была расширена до 27 бригад (с ранее существовавших 25-и), которые были организованы в три армии, каждая по три дивизии трёхбригадного состава. Кавалерийских корпусов вместо прежних трёх стало четыре, три бригады составляли кавалерийскую дивизию, а четвёртая была придана пехотным дивизиям в качестве кавалерийской поддержки.
В связи с увеличением производства боеприпасов для армии Фэнтяня, количество артиллерийских полков (большей частью — артиллерийских, меньшей — миномётных) было увеличено с 4 до 10. Каждая дивизия насчитывал три бригады, каждая из которых была либо пехотной, либо смешанной. Дополнительно каждой дивизии были приданы инженерный и транспортный батальоны. Каждой смешанной бригаде было придано инженерное и транспортное подразделение, при этом ни одно вспомогательное формирование не было придано пехотным бригадам.
После завершения всех реформ, в Фэнтяньской армии насчитывалось около 250 тысяч человек, готовых к ведению боевых действий в современных условиях. По сравнению с прошлой войной существенно возросла боевая подготовка. Лучшие китайские войска находились во 2-й Бригаде под командованием Чжан Сюэляна и 6-й Бригаде под командованием Го Сунлина, которые служили образцовыми подразделениями во всей армии Фэнтяня. Однако главной ударной силой всей армии Чжан Цзолиня стала вновь образованная 1-я особая бригада под командованием генерала Нечаева — бывшего «главного кавалериста Каппеля» — насчитывавшая в своих рядах до 4600 русских белоэмигрантов. Они же составили команды «броневиков» — артиллерийских бронепоездов, которые стали создаваться в железнодорожных мастерских по всей Маньчжурии.

## Предшествующие события
Поводом для Второй Чжили-Фэнтяньской войне стала Цзянсу-Чжэцзянская война, которая началась 3 сентября 1924 года, которая фактически оправдывала начало Фэнтяньской кликой войны.
На следующий день, Чжан Цзолинь провёл собрание в своей резиденции для высшего командования, присутствовали все офицеры Фэнтяньской армии, начиная с бригадного генерала. На собрании Чжан решил начать войну против Чжилийской клики.
13 сентября все поезда, следовавшие по железной дороге Пекин-Фэньянь были остановлены, а обе стороны готовились к неизбежному.

## Планы сторон
Чжилийская клика не вела практически никакой подготовки к войне. Фэнтяньская клика, напротив, начала разрабатывать наступательную операцию с весны 1923 года, за неё были ответственны штабные офицеры во главе с Фу Синпэем (кит. 傅兴沛) и Юй Гоханем (кит. 于国翰). Фэнтяньская клика знала, что хотя Чжилийская имеет численное превосходство, но её силы разбросаны и могут просто не добраться до места сражения вовремя. В этом случае победа Фэнтяня будет достигнута быстро. С 250-тысячной армией Фэнтяньская клика может сконцентрироваться на численном четырёх-пятикратном превосходстве на поле боя в конфликтах на периферии против двухсот тысяч человек из армии Чжили.
Вот основные цели Фэнтяньской армии в войне:
Первая и главная цель — уничтожить врага и занять Пекин и Тяньцзинь. Для достижения этой цели, необходимо было овладеть Шаньхайгуанем, таким образом, главное направление удара армии Фэнтяня было выбрано к западу от Шаньхайгуаня, в районе горного выступа Сюйцзялинь (кит. 徐家岭) на западном берегу реки Шихэ (кит. 石河), а также обеспечить контроль над территориями к северу и югу от Сюйцзялинь. После обеспечения данных задач армейские части Фэнтяня смогли бы сконцентрировать силы и начать атаку на Шаньхайгуань. Для этой цели группа войск была составлена из 1-й и 2-й Армий, обозначенных как Комбинированный Корпус. После взятия Шаньхайгуаня, он должен был продолжать наступление на Пекин и Тяньцзинь.
Ещё одна цель: Фэнтяньская кавалеристская группа должна была атаковать Жэхэ с направления ЧжанъУ через Цзяньпин (кит. 建平) и Фусинь. Её начальной задачей становился захват Чифэна. Другой задачей кавалеристской группы было прикрытие фланга других подразделений армии Фэнтяня, и очищение захваченной территории от остатков врага. Как только позволит ситуация, кавалеристская группа должна будет ударить во фланг противостоящим войскам Чжили и проникнуть на Китайскую Стену через переходы Сифэнкоу (кит. 喜峰口) и/или Губэйкоу (кит. 古北口).
В целях координации, все задействованные в операциях подразделения должны постоянно находиться на связи.
Хотя сам военный план Фэнтяня остался неизменным на протяжении всей войны, некоторые его части не были выполнены, так как победа Фэнтяня оказалась очень быстрой.

## Политические манёвры
Кроме непосредственной военной подготовки, Фэнтяньская клика также готовила серию политических манёвров путём формирования «Античжилийского альянса трёх» — с Сунь Ятсеном в Гуандуне и Аньхойским милитаристом Лу Юнсяном (кит. 卢永详) в Чжэцзяне.
Что ещё более важно, Фэнтяньская клика пыталась расколоть Чжилийскую клику изнутри, убеждая Фэн Юйсяна сдаться. Весной 1923 года, Чжан Сюэлян лично написал письмо Фэну и послал его с доверенным лицом — лейтенантом Фу Синпэем (кит. 傅兴沛) в Пекин для секретных переговоров. После того, как Фу добрался до Пекина, Фу первоначально встретился с начальником Фэна — Лю Цзи (кит. 刘骥) в назначенном месте в переулке Дацзюэ (大觉), и лейтенант Лю на следующий день по телефону информировал Фу о том, что Фэн очень хочет встретиться с ним.
Фу Синпэй и Фэн Юйсян встретились с Наньюане и обсудили общие интересы. Фэн проинформировал Фу о том, что больше оставаться в Пекине нельзя, после чего тот немедленно покинул город, что он и сделал.
Хотя встреча была очень короткой, она оказалась успешной, открыв дорогу для дальнейших встреч представителей Фэнтяньской клики Го Инчжоу (кит. 郭瀛洲) и Ма Биннаня (кит. 马炳南) с Фэн Юйсяном. Для того, чтобы избегнуть подозрений, посредниками на переговорах выступали политики и милитаристы Аньхойской клики. Например, генерал Аньхойской клики, милитарист У Гуансинь (кит. 吴光新) был курьером для обеих сторон и доставлял информацию из Пекина в Шэньян и обратно. Когда Фэнтяньская клика в обмен на поддержку и предательство передала Фэн Юйсяну два миллиона иен, деньги доставлял политик «Клуба Аньфу» Цзянь Дэяо (кит. 贾德耀).

## Силы сторон
Всего для целей войны было мобилизовано до полумиллиона солдат, примерно 200 тысяч сражалось на стороне Чжилийской клики, 250 тысяч человек составляла армия Фэнтяня.

### Силы Фэнтяньской клики
Главнокомандующий вооружёнными силами: Чжан Цзолинь
- Начальник Генерального Штаба: Ян Юйтин
- Заместитель начальника Генерального Штаба: Фу Синпэй (кит. 傅兴沛)
- 1-я Армия под командованием Цзян Дэнсюаня (кит. 姜登选), заместитель — Хань Ичунь (кит. 韩以春):
  - 1-я Отдельная бригада под командованием Константина Нечаева.
  - 10-я Комбинированую бригаду под командованием Сунь Сючана (кит. 孙旭昌).
- 2-я Армия под командованием Чжан Сюэляна, заместитель — Го Сунлин.
- 3-я Армия под командованием Ли Цзинлиня (кит. 李景林), заместитель — Чжан Цзунчан.
- 4-я Армия под командованием военного губернатора провинции Цзилинь Чжан Цзосяна, сформировавшая резерв.
- 5-я Армия под командованием военного губернатора Хэйлунцзяна У Цзюньшэна, включая:
  - 29-й Дивизион
  - Две комбинированные бригады

### Силы Чжилийской клики
Главнокомандующий вооружёнными силами: У Пэйфу
- 1-я Армия под командованием Пэн Шоухуа (кит. 彭寿华), включая:
  - 13-я Комбинированную бригаду под командованием Фэн Юйжуна (кит. 冯玉荣)
- 2-я Армия под командованием Ван Хуайцина (кит. 王怀庆), включая
  - Армию И (кит. 毅) под командованием Ми Чжэнбяна (кит. 米振标)
  - 13-й Дивизион
- 3-я Армия под командованием Фэн Юйсяна (не сражался с Фэнтянем, позднее дезертировал и примкнул к Фэнтяньской клике)
- Армия «Хэнань — Шаньси» под командованием Чжан Фулая (кит. 张福来)

## Начальная стадия конфликта
15 сентября 1924 года Чжан Цзолинь повёл армию Фэнтяня к границам Маньчжурии, выдвинувшись навстречу армии У Пэйфу, который был главным военным стратегом Чжили. Столкнувшись напротив Жэхэ и Шаньхайгуаня, а также после перегруппировки войск в Суйчжуне 1-я и 3-я Фэнтяньская армии достигли позиций Чжили восточнее Юйгуаня (榆关). 18 сентября две армии столкнулись, а после 28 сентября сражения стали ожесточённее. Атаки войск Фэнтяня на Шаньхайгуань были отбиты, а Чжили заняли оборонительные позиции, используя географические преимущества (высоты).
Тем временем, как было ранее оговорено, Сунь Ятсен возглавил армию в походе на север для того, чтобы воспрепятствовать Сунь Чуаньфану оказать подкрепление союзникам из Чжили. Однако, в Гуанчжоу вспыхнуло восстание кантонских торговцев и лоялистов Чэнь Цзёнмина. Сунь Ятсен был вынужден вернуться обратно для подавления восстания на собственной территории. После того, как Сунь Ятсен отошёл от дел, армии Сунь Чуаньфана оставались в готовности для захвата и Чжэцзяна, и Шанхая.
Если на Шаньхайгуаньском направлении началось «сидение», то на Жэхэйском фронте Фэнтяньская армия добилась быстрого успеха. Собранная наспех Армия И (毅) под предводительством Ми Чжэнбяо (米振标), которую разместила на этом направлении Чжилийская клика, оказалась неспособной остановить 2-ю армию Чжан Цзунчана, несмотря на то, что она была укреплена 13-м Дивизионом Ван Хуайцина (王怀庆) из 2-й Армии Чжили. В период 15-22 сентября передовые отряды 2-я Фэнтяньской армии Чжан Цзунчана дошли до Чаояна (朝阳) и атаковали Линюань (凌源). Фэнтяньская кавалерия овладела Фусином и Цзяньпином (建平). После выхода из Чжанъу 15 сентября, 7 октября они уже овладели Чифэном. 9 октября регионы, прилегающие к Чифэну, были под их контролем. Хотя главные силы Фэнтяня не вступали в бой, для Чжили ситуация оказалась настолько тяжёлой, что У Пэйфу был вынужден лично поехать в Шаньхайгуань. Оставались незамеченными и довоенные политические манёвры Фэнтяня — командующий 3-й армией Чжили Фэн Юйсян подписал секретный договор с Дуань Цижуем и Чжан Цзолинем и готовил государственный переворот. В то время как 2-я армия Чжили под командованием Ван Хуайцина (王怀庆) оказалась уже на первом этапе под угрозой, а также не получала необходимое подкрепление, Фэн отказался помочь, приказав собственной 3-й армии оставаться в проходе Губэйкоу (古北口).

## Шаньхайгуаньский фронт
Шанхайгуаньский фронт состоял из двух главных частей — сектора Шанхайгуань и сектора Девяти ворот (Цзюмэнькоу, 九门口). Первая и третья Фэнтяньская армии, дислоцированные в секторе Шанхайгуань ничего не предпринимали, используя удобные позиции, поскольку им противостояли отборные войска. Патовая ситуация не менялась до 7 октября, когда Фэнтяньская армия начала боевые действия в секторе Девяти ворот. Командующий 10-й комбинированной бригадой Фэнтяня Сунь Сючан (孙旭昌) одержал на этом направлении победу над 13-й комбинированной бригадой Чжили командующего Фэн Юйжуна (冯玉荣), который после поражения покончил с собой.
Воодушевлённая этой победой Фэнтянская армия продолжала наседать, в итоге ей удалось овладеть высотами недалеко от района Шимэньчжай (石门寨), угрожая ударить в тыл армии Чжили с левого фланга. Понимая опасность этого манёвра, войска Чжили выступили в контратаку, которую возглавил 14-й Дивизион Цзинь Юньпэна. После 12 октября У Пэйфу лично приехал в район Юйгуаньского прохода (榆关) и взял на себя ответственность за перегруппировку войск и вновь приведённого подкрепления.
Подкрепления Хэнань-Шаньсийской Армии Чжили под командованием Чжан Фулая (张福来) прибыли достаточно быстро и с 13 октября по 24 ноября атаковали позиции Фэнтяня вдоль Шимэньчжай (石门寨) и в районе Девяти Ворот (九门口). Со своей стороны Фэнтяньские войска также осуществили перегруппировку, создав линию из трёх комбинированных бригад. Командующий 1-й Фэнтяньской армией Цзян Дэнсюань (姜登选) и заместитель командующего Хань Ичунь (韩以春) на передовой лично возглавили оборону.
Несмотря на то, что оборона Фэнтяня обладала территориальным преимуществом, а также сюда были стянуты подкрепления, постепенно инициатива переходила к Чжили. Многие командиры батальонов Фэнтяня были ранены и убиты, в основном в районе Хэйчуяо (黑出窑), где был убит командующий обороной, командир полка Ань Лун (安伦). За всю войну он оказался высшим офицером командования, погибшим в ходе боевых действий. В то же время, основные силы Фэнтяня в Шанхайгуане после двух дней атак на позиции Чжили не достигли какого бы то ни было результата.
Тем временем, Фэнтяньская армия получила непроверенные данные разведки, предоставленные японцами, которые утверждали, что Чжилийская клика заручилась поддержкой Чжэнцзийской мореходной компании (政记) о поставке тринадцати кораблей, которые должны были перевозить три или четыре дивизиона в тыл Фэнтяньским войскам через Дагукоу (大沽口). Однако, разведка не смогла точно сказать, какое место высадки будет выбрано, вариантами считались Инкоу и Хулудао.
Большинство офицеров Фэнтяня высказались за размещение главного резерва в тылу для охраны, но заместитель начальника Генерального Штаба Фу Синпэй (傅兴沛) высказался против этого, заявив, что текущая боевая ситуация не позволяет вывести дивизион для главного резерва, который должен быть в районе Девяти Ворот (九门口). Начальник Генерального Штаба Фэнтяня Ян Юйтин опасался, что пространство в районе Девяти Ворот недостаточно для размещения большого количества войск. Чжан Цзолинь разрешил споры, послав главный резерв под командованием Чжан Цзосяна в район Девяти Ворот с приказом тут же вступить в битву.

## Жэхэйский фронт
На Жэхэйском фронте войска 2-й Армии Фэнтяня начали наступательную операцию 22 сентября, и захватили несколько районов, включая Линюань (凌源) и Пинцюань. После короткого привала и пополнения припасов в районе к западу от Линюаня, Чжан Цзунчан возобновил наступательную операцию Фэнтяня против войск Чжили, атаковав переход Лэнкоуюань (冷口). Чжилийская клика развернула на этом участке четыре дивизиона, включая 20-й Дивизион под командованием Ян Чжитана (阎治堂), 9-й Дивизион под командованием Дун Чжэнго (董政国), 1-й Дивизион из Шэньси под командованием Ху Цзинъи (胡景翼) и 23-й Дивизион под командованием Ван Чэнбиня (王承斌). Однако двое последних к этому времени уже заключили пакт с Фэн Юйсян ом и ничего не предприняли для отражения наступления Чжан Цзунчана. Тем временем, первые два дивизиона не хотели оставаться один на один с противником и отказались вступать в бой с тем, чтобы сохранить боеспособность. Поэтому, когда Фэнтяньские войска атаковали, оба дивизиона отступили и оставили переход Лэнкоу (冷口关). Воспользовавшись возможностью, Чжан Цзунчан глубоко вторгся на вражескую территорию при поддержке тыловых частей Ли Цзинлиня (李景林). Однако, как только новость о победе Чжилийской клики в Цзянсу-Чжэцзянской войне достигла поля битвы, увеличилась вероятность тупика.

## Непредсказуемое окончание
22 октября, Фэн Юйсян, командующий 3-й Армией Чжили предал Чжилийскую клику, осуществив Пекинский переворот против Президента Цао Куня. Цао был смещён с поста президента и находился под домашним арестом в течение следующих двух лет.
У Пуфэй, который находился на Шаньхайгуаньском фронте, в ярости направил свою армию на спасение Пекина. В результате, около 8 тыс. солдат из 3-го и 26-го дивизионов У были выведены 26 октября из зоны боевых действий, оставив около 4 тыс. на этом фронте. Увидев, что дорога открыта, Чжан приказал своей армии преследовать У.
Чжан Цзунчан и Ли Цзинлинь (李景林) повели войска на юг вдоль реки Луань в направлении Луаньчжоу (滦州), откуда они начали продвигаться на Тяньцзинь.
18 октября войска Чжан Цзунчана захватили железнодорожную станцию в Луаньчжоу. Вместе с удачным захватом 10-й бригадой Сунь Сючана (孙旭昌) Девяти Ворот (九门口), этот манёвр позволил Фэнтяньской клике одержать победу в войне.
При поддержке пехоты Фэнтяньская кавалерия овладела проходом Сифэнкоу (Xifengkou, 喜蜂口) и продолжила наступление. Моральный дух всей Чжилийской группировки был подорван известием о предательстве Фэн Юйсяна.
Го Сунлин, который был известен своим покровительством и кумовством, воспользовался вновь открывшимися обстоятельствами — нагрузкой на войска Чжили и успешно овладел громадной территорией к востоку. Успешное окружение Чжилийских войск между Циньхуандао и Шаньхайгуанем было завершено к 31 октября. В плен попало около 40 тыс.солдат и офицеров.
После того, как У Пэйфу отошёл в Тяньцзинь, он расположил свои войска в Янцуне (杨村) и телеграфировал войскам Чжили в Цзянсу, Хубэе, Хэнани и Чжэцзяне о представлении ему подкреплений. Однако, неожиданно милитарист Аньхойской клики Чжэн Шици (郑士奇) в Шаньдуне неожиданно объявил нейтралитет и взял Цанчжоу и Мачан (马厂). Кроме того, войска Чжэн Шишана полностью разрушили часть железной дороги Цзиньпу в Ханьчжуане (韩庄).
В тот же день Янь Сишань приказал своим войскам взять Шицзячжуан, расчленив железную дорогу Цзинхань. В итоге, ни одно из подкреплений не могло успеть к группировке У Пэйфу. 2 ноября 1924 года войска Фэн Юйсяна взяли Янцунь (杨村) и Бэйцан (北仓), вынудив У Пэйфу перенести штаб командования в Цзюньлянчэн (军粮城).
Тем временем, Фэнтяньская армия овладела Таншанем и Лутаем (芦台). Дуань Цижуй написал У Пэйфу, предложив покинуть ставку морем. Под угрозой удара с флангов, у У не было другого шанса, кроме отступления. С оставшимися двумя тысячами солдат он погрузился на военный транспортник Хуацзя (华甲) в 11:00 утра 3 ноября 1924 года и отплыл из Дангу (塘沽) в Центральный Китай, где Сунь Чуаньфан мог защитить его от дальнейших рейдов Фэнтяня.

## Последствия
После 3 ноября, война фактически окончилась поражением Чжили, а контроль над северными провинциями перешёл к Чжан Цзолиню и созданной Фэн Юйсяном Народной армии. Вооружённые противостояния продолжились в январе 1925 года как часть Цзянсу-Чжэцзянской войны, когда совместная военная экспедиция Аньхоя-Фэнтяня взяла Цзянсу и Шанхай. Попав в ловушку, милитарист Чжилийской клики Ци Сеюань сдался и выехал в Японию, но до этого передал командование над своими войсками Сунь Чуаньфану. Сунь пошёл в контрнаступление и вытеснил из Чжэцзяна Чжан Цзунчана. Дуань сдал Шаньдун, последнюю провинцию, контролируемую Аньхоем, Чжану — в знак союзнических обязательств. Миф о непобедимости Чжили был окончательно развеян.
Новое временное правительство во главе с представителем Аньхойской клики Дуань Цижуем, смогло найти баланс интересов Фэна и Чжана. Для обсуждения объединения на север был приглашён Сунь Ятсен, однако переговоры не удались, так как в скором времени Сунь умер от рака.
В течение года накопившиеся разногласия между христианином Фэном и Чжаном, за которым стояла Япония, привели обоих к необходимости сотрудничества с бывшими врагами — Чжили. В итоге, в ноябре 1925 года Чжилийская клика выступила с поддержкой Чжан Цзолиня.
Фэн принял отступника от Фэнтяньской клики Го Сунлина (который принимал участие в битве у Девяти Ворот), начав Анти-Фэнтяньскую войну, которая продлилась до апреля 1926. Она могла привести к свержению временного правительства.
Война 1924 года была более разрушительной, чем предыдущая. Кроме того, одним из следствий этой войны стал Пекинский переворот.
Многие китайцы всё больше обращали взоры к Гоминьдану и коммунистам как к потенциальным лидерам, кроме того, началась кампания по делигитимизации северных лидеров, которых называли «цзюньфа» (милитаристы).
В этот период Гоминьдан создал Первый Объединённый фронт, который контролировал провинцию Гуандун и пользовался всесторонней политической и военной поддержкой СССР.
Угрозы со стороны милитаристов, находящихся у власти и победа прояпонского милитариста Чжан Цзолиня стали отправными точками для националистических выступлений «Тридцатого мая».